# Castelo de Dublin

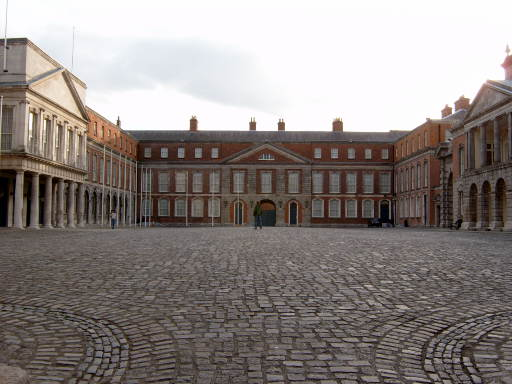
Pátio superior do Castelo de Dublin. À esquerda fica a entrada para os Aposentos de Aparato

O Castelo de Dublin ou de Dublim (em irlandês: Caisleán Bhaile Átha Cliath; em inglês: Dublin Castle), situado na Dame Street, em Dublin, República da Irlanda, é um importante complexo governamental irlandês, antiga sede fortificada do governo britânico na Irlanda até 1922. A maior parte do complexo data do século XVIII, apesar de se erguer um castelo naquele lugar desde os dias do Rei João, o primeiro Senhor da Irlanda. O castelo serviu, sucessivamente, de sede ao governo britânico da Irlanda sob o Senhorio da Irlanda (1171–1541), ao Reino da Irlanda (1541–1800) e ao Reino Unido da Grã-Bretanha e Irlanda (1800–1922). Após a criação do Estado Livre Irlandês, em 1922, o complexo foi cerimonialmente entregue ao recém-formado governo provisório liderado por Michael Collins.

## Funções

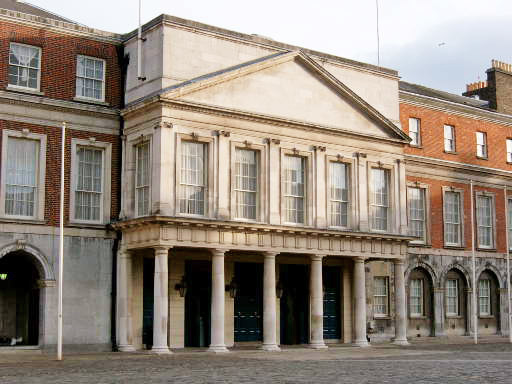
Entrada para os Aposentos de Aparato

O Castelo de Dublin desempenhou numerosos papéis ao longo da sua história. Originalmente construído como uma fortificação defensiva para a cidade normanda de Dublin, evoluiu, mais tarde, para residência real, sendo habitado pelo Lorde-tenente da Irlanda, ou Vice-rei da Irlanda, o representante do monarca britânico naquele território. O número dois na administração do Castelo de Dublin, o Chefe de Secretaria para a Irlanda também tinha ali gabinetes.

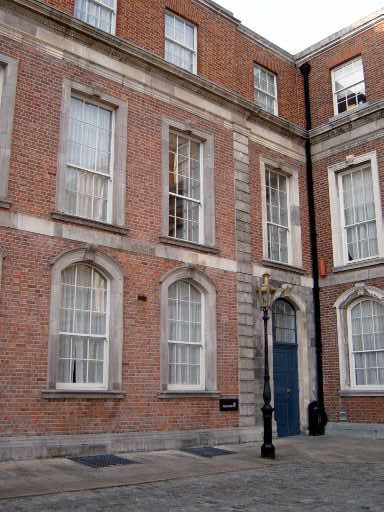
Área dos gabinetes do Chefe de Secretaria no Castelo de Dublin

Ao longo dos anos o parlamento e tribunais reuniram-se no castelo antes de se mudarem para instalações propositadamente construídas para esse fim. Também serviu como guarnição militar. Após a formação do Estado Livre Irlandês em 1922, o castelo assumiu imediatamente as funções de complexo judicial, uma vez que o edifício dos Four Courts ("Quatro Tribunais"), nos cais Liffey, havia sido seriamente danificado durante a Guerra Civil - um papel que desempenhou durante a primeira década do novo estado independente.
Também foi decidido, na década de 1930, que a tomada de posse do primeiro Presidente da Irlanda, Douglas Hyde, em 1938, teria lugar no Castelo de Dublin, tendo o edifício acolhido essa cerimónia desde então. O castelo também é usado para hospedar visitas de estado, assim como para compromissos de negócios estrangeiros mais informais, banquetes de Estado, lançamentos de política governamental, servindo ainda de base central para a Presidência Europeia quando a Irlanda recebe aquele organismo, aproximadamente a cada dez anos.
O Castelo de Dublin é, actualmente, mantido pelo Gabinete de Obras Públicas (Office of Public Works), e aloja, entre outras coisas, gabinetes dos Comissários de Receita (Revenue Commissioners), no edifício do século XX existente no extremo do pátio do castelo, alguns elementos do próprio Gabinete de Obras Públicas, numa antiga área de estábulos, e algumas funções da polícia irlandesa, a Garda Síochána.

## História

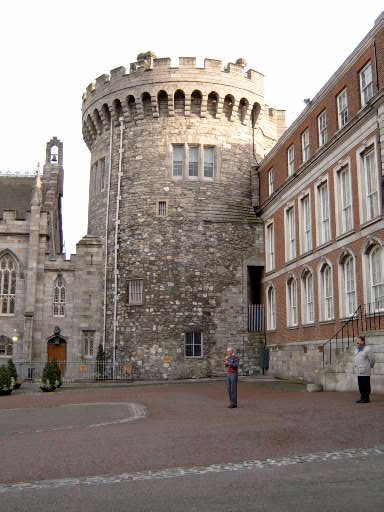
A Torre dos Registos (Record Tower), a única torre sobrevivente do castelo medieval, datada de cerca de 1228. À esquerda fica a Capela Real

O Castelo de Dublin foi inicialmente fundado como um importante complexo defensivo por ordem do Rei João, em 1204, pouco depois da invasão normanda da Irlanda, ocorrida em 1169, quando aquele monarca mandou erguer um castelo com fortes muralhas e bons fossos para a defesa da cidade, a administração de justiça e a protecção do tesouro do rei. Largamente concluído em 1230, o castelo tinha o desenho típico dos pátios normandos, com uma praça central desprovida de torre de menagem, delimitada em todos os lados por altas muralhas defensivas e protegida em cada canto por uma torre circular.  Situado na área sudeste da Dublin normanda, o castelo formava uma esquina do perímetro exterior da cidade, usando o Rio Poddle como um meio natural de defesa ao longo de dois dos seus lados. A muralha da cidade passava directamente ao lado da torre nordeste do castelo, a Torre Powder (Powder Tower), estendendo-se para norte e oeste em volta da cidade antes de se reunir ao castelo na sua torre sudoeste, a Torre Bermingham (Bermingham Tower). O Poddle foi desviado para a cidade através de passagens arcadas onde as muralhas se juntavam ao castelo, enchendo artificialmente o fosso da fortaleza. Uma destas arcadas e parte da muralha sobrevivem enterradas sob os edifícios setecentistas do castelo, estando abertos à inspecção pública.

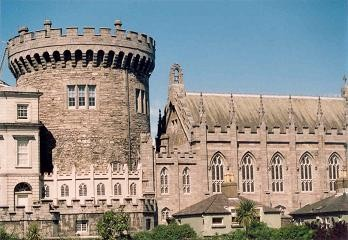
Vista exterior da torre normanda

Ao longo da Idade Média os edifícios de madeira dentro da praça do castelo evoluíram e mudaram, sendo a Grande Galeria (Great Hall) construída em pedras e madeira, sendo variadamente usado como Casa do Parlamento (Parliament House), Tribunal de Lei (Court of Law) e Galeria de Banquetes (Banqueting Hall). Este edifício sobreviveu até 1673, quando foi danificado pelo fogo e demolido pouco depois. Actualmente, não restam traços de qualquer edifício medieval acima do nível da relva, com excepção da Torre dos Registos (Record Tower), datada de cerca de 1228-1230, a única torre sobrevivente da fortificação original: o seu parapeito ameado é uma adição do século XIX.
Durante todo o período de governo britânico da Irlanda, o termo "Castle Catholic" ("Católico do Castelo") era uma forma pejorativa usada em relação aos católicos que eram vistos em amizade aberta com a administração britânica ou dando-lhe o seu apoio.
Em 1907 deu-se um roubo no castelo que receberia cobertura internacional, quando os distintivos da Ordem de São Patrício, conhecidos como Jóias da Coroa Irlandesa, foram roubados da Torre Bedford (Bedford Tower) pouco antes duma visita do Soberano da Ordem, o Rei Eduardo VII. O paradeiro desses distintivos permanece desconhecido.

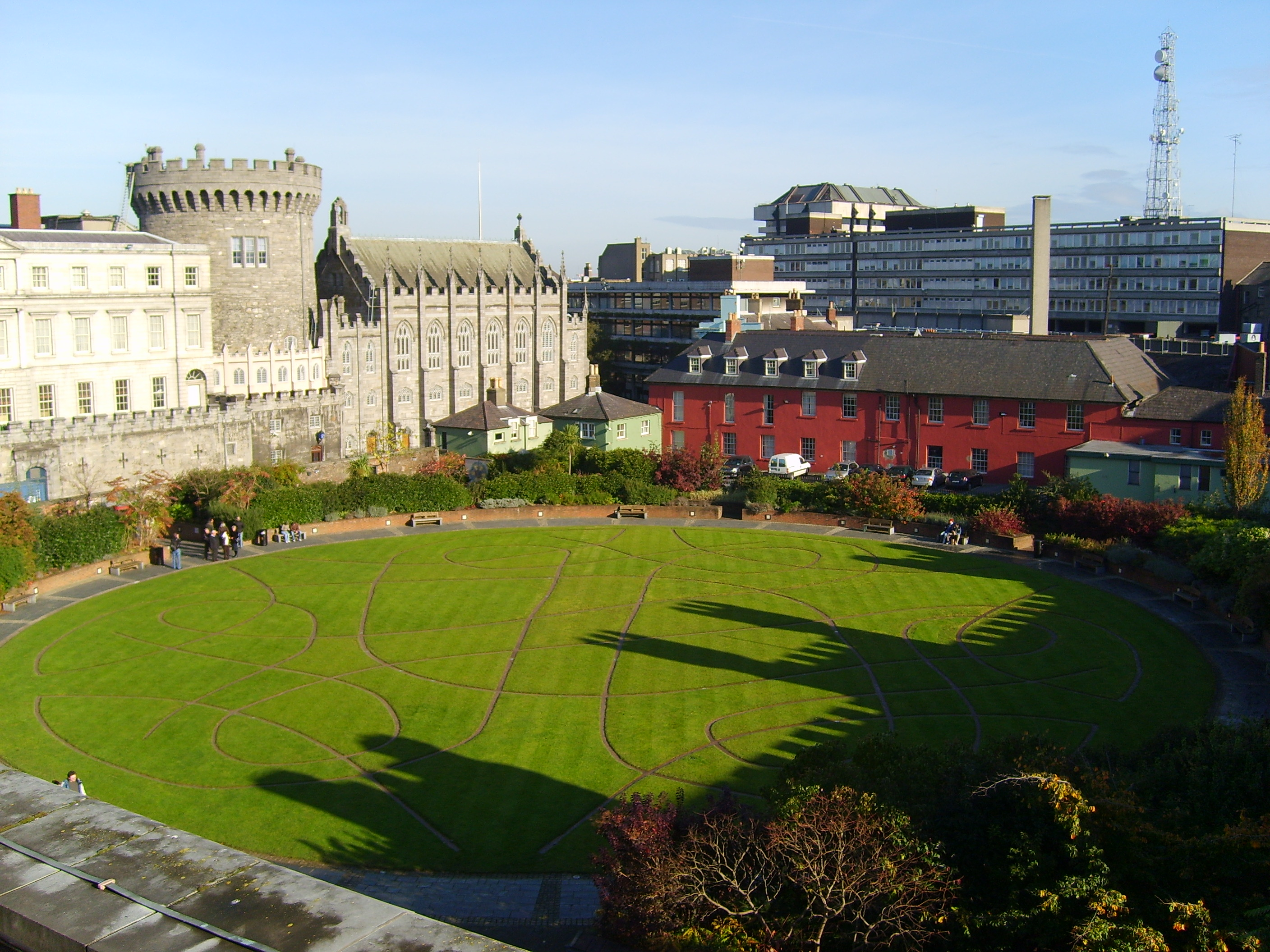
Os jardins do Castelo de Dublin, na parte posterior do edifício

Durante a Guerra Anglo-Irlandesa o castelo foi o centro nevrálgico dos esforços britânicos contra o separatismo irlandês. No "Domingo Sangrento" (Bloody Sunday), em 1920, dois oficiais do Exército Republicano Irlandês e um amigo destes foram assassinados, "enquanto tentavam escapar", nos campos do castelo.
O castelo deixou de ser usado para fins governamentais com a chegada do Estado Livre Irlandês em 1922. Serviu durante alguns anos como Tribunal de Justiça temporário (o edifício das Four Courts, sede do sistema judicial irlandês, tinha sido destruído em 1922). Quando os tribunais se mudarm, o Castelo de Dublin passou a ser usado para cerimónias de Estado. Eamon de Valera, enquanto Presidente do Conselho Executivo, em nome do Rei Jorge V, recebeu ali as credenciais dos embaixadores na Irlandana década de 1930. Em 1938, foi usado para a cerimónia de tomada de posse de Douglas Hyde enquanto Presidente da Irlanda. Tiveram ali lugar tomadas de posse posteriores em 1945, 1952, 1959, 1966, 1973, 1974, 1976, 1983, 1990, e 1997. O Presidente Erskine Hamilton Childers esteve em câmara ardente no castelo em Novembro de 1974, tal como aconteceu com o antigo Presidente Eamon de Valera, em Setembro de 1975.
O castelo é uma atracção turística e, depois dum importante remobilamento, também é usado como centro de conferências. Durante as presidências irlandesas da União Europeia, incluindo a mais recente no primeiro semestre de 2004, tem servido de cenário a muitos encontros do Conselho Europeu. A cripta da Capela Real é actualmente usada como centro de artes, sendo realizados ocasionalmente concertos nos terrenos do castelo. O complexo de edifícios está habitualmente aberto ao público, excepto durante funções de Estado.

## Aposentos de Aparato
Os Aposentos de Aparato, na enfiada sul de edifícios do pátio superior, contêm as salas antigamente usadas pelo lorde-tenente para acomodação pessoal e entretenimento público durante a "Estação do Castelo". Actualmente, estas salas ricamente decoradas são usadas pelo governo irlandês para acontecimentos oficiais, incluindo lançamentos políticos, acolhimento do cerimonial de visitas de Estado e a tomada de posse dos presidentes do país a cada sete anos. Entre os principais Aposentos de Aparato encontram-se:

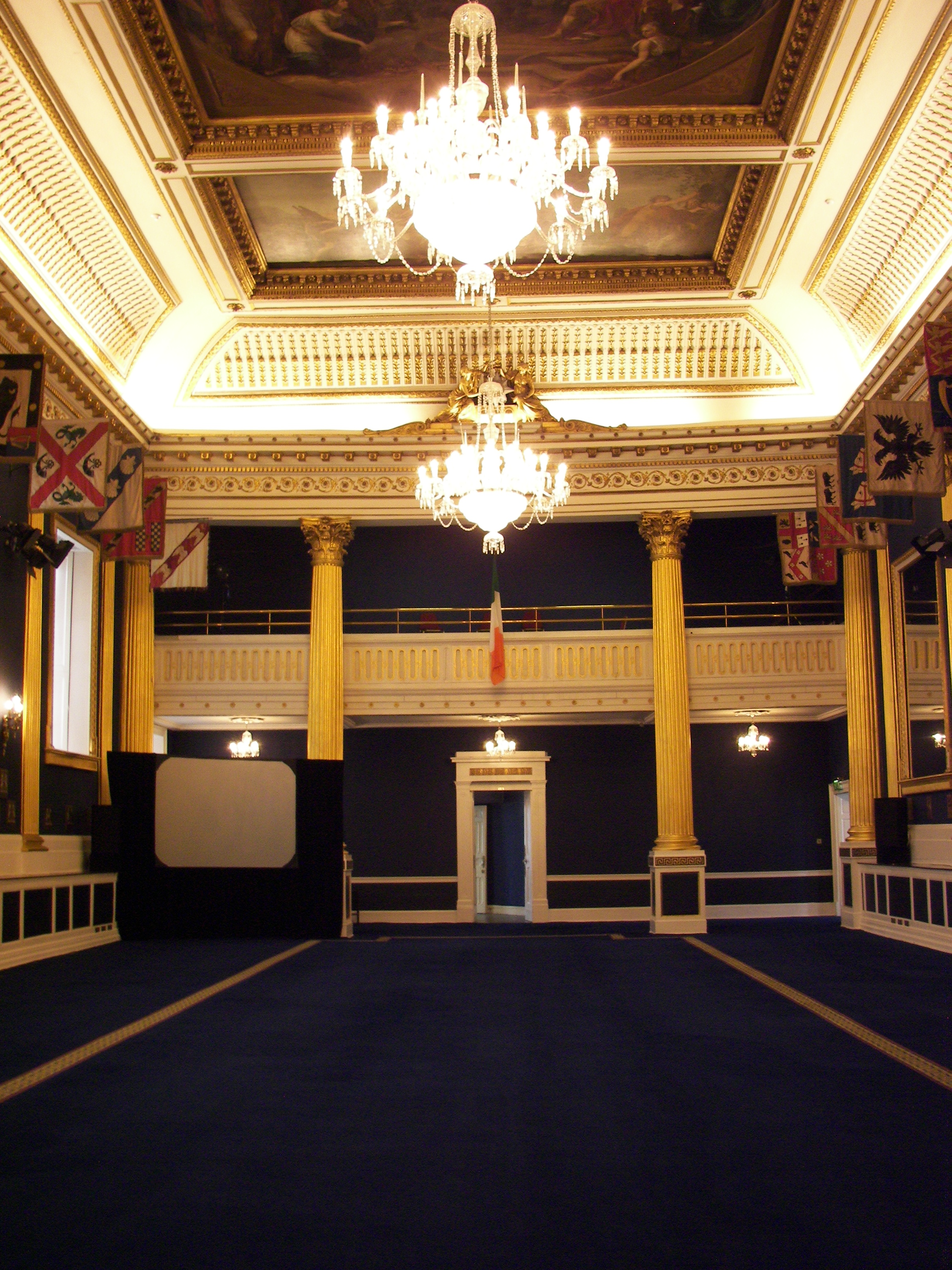
Galeria de São Patrício (St Patrick's Hall)
Esta galeria é a maior sala dos Aposentos de Aparato e contém uma das mais importantes decorações de interiores na Irlanda. Antigamente o salão de baile da administração do lorde-tenente, é agora usada para as cerimónias de tomada de posse presidenciais. É uma das mais antigas salas do castelo, datando da década de 1740, embora a maior parte da decoração date de cerca de 1790, incluindo o mais significatico tecto pintado na Irlanda, obra de Vincenzo Valdre (cerca de 1742-1814). Compreendendo três painéis, o tecto representa a coroação do Jorge III, São Patrício introduzindo o cristianismo na Irlanda e o Rei Henrique II recebendo a submissão dos líderes irlandeses.

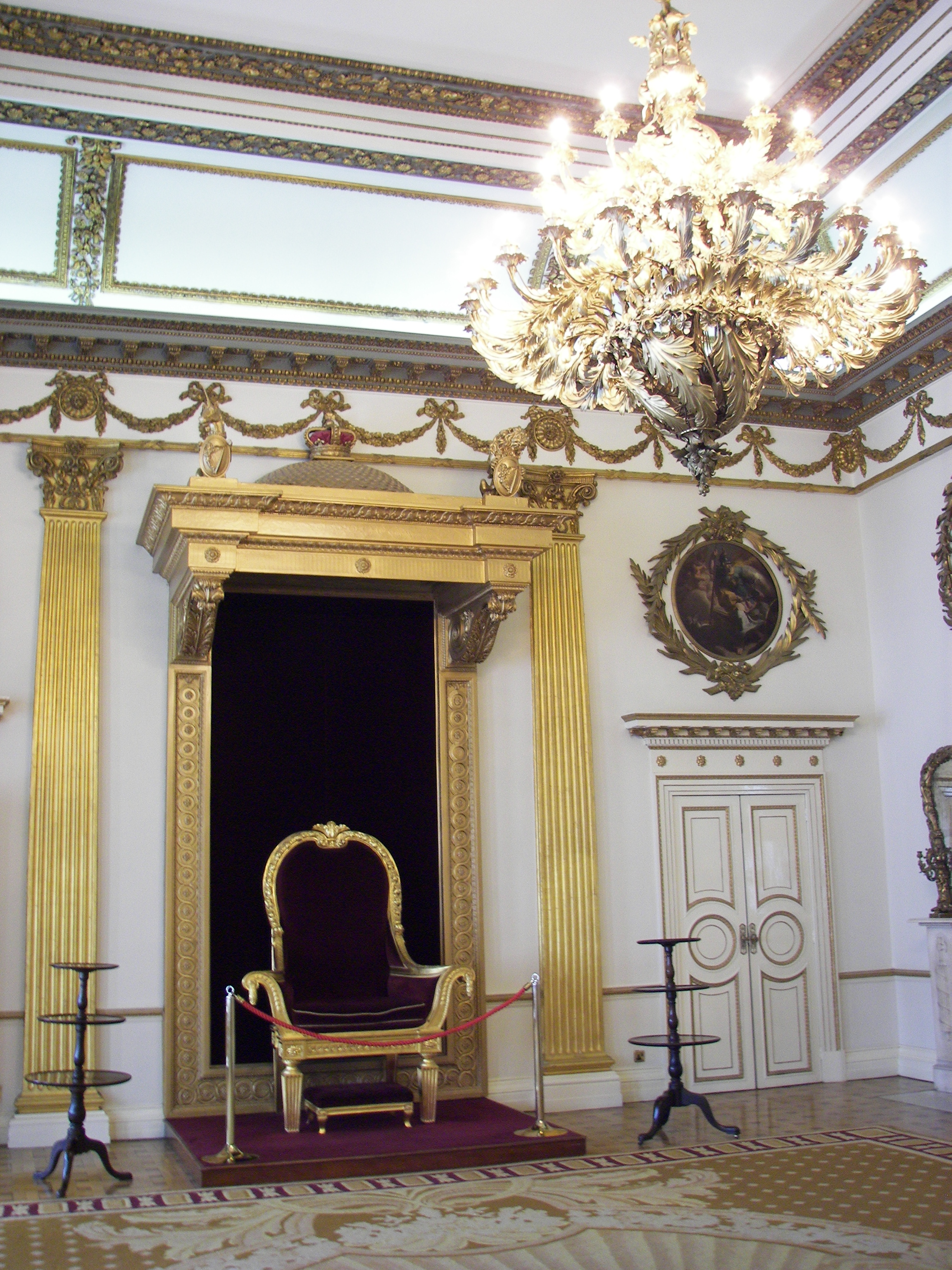
Sala do Trono
Originalmente construída na década de 1740 como Galeria Battleaxe (Battleaxe Hall), foi convertida para as funções de Câmara de Presença por volta de 1790. A decoração régia data deste período e de alterações posteriores efectuadas durante a década de 1830. Contém um trono construído para a visita do Rei Jorge IV à Irlanda, em 1821.
Sala de Estar de Aparato
Antiga sala de recepção principal do Lorde-tenente e da sua família, datada da década de 1830, actaulmente esta sala está somente reservada para receber visitas de dignitários estrangeiros. Largamente destruída pelo fogo em 1941, a sala foi reconstruída com pequenas modificações, entre 1964 e 1968, pela empresa OPW, fazendo uso de mobiliários e outras peças salvas, assim como de algumas réplicas de móveis originais.
Sala de Jantar de Aparato
Também chamada de Galeria de Pintura (Picture Gallery) e antigamente conhecida como a Sala de Ceia (Supper Room), é a mais antiga das salas do castelo. Mantém, em grande medida, a sua decoração original, tendo escapado a grandes modificações e ao fogo ao longo dos anos. Data do período construtivo de Aposentos de Aparato mandado executar por Lorde Chesterfield, na década de 1740, tendo sido idealizada como sala de ceia anexa à Galeria de São Patrício e como sala de jantar pessoal. Actualmente a sala ainda é usada para jantares aquando da realização de conferências na citada galeria.
Quartos de Aparato
Estes antigos aposentos privados do Lorde-tenente foram construídos como cinco salas interligadas que correm ao longo das traseiras do edifício, junto ao corredor espinal que as separa da Sala de Estar de Aparato. Completamente reconstruídas na década de 1960 depois do incêndio de 1941, as salas mantêm a elegante sequência original, sendo usadas actualmente como salas de estar e de reunião acessórias aos aposentos principais. O último dignitário alojado nos quartos reais foi Margaret Thatcher, a qual passou uma noite com o seu marido, Dennis, durante um dos encontros do Conselho Europeu realizado na década de 1980.

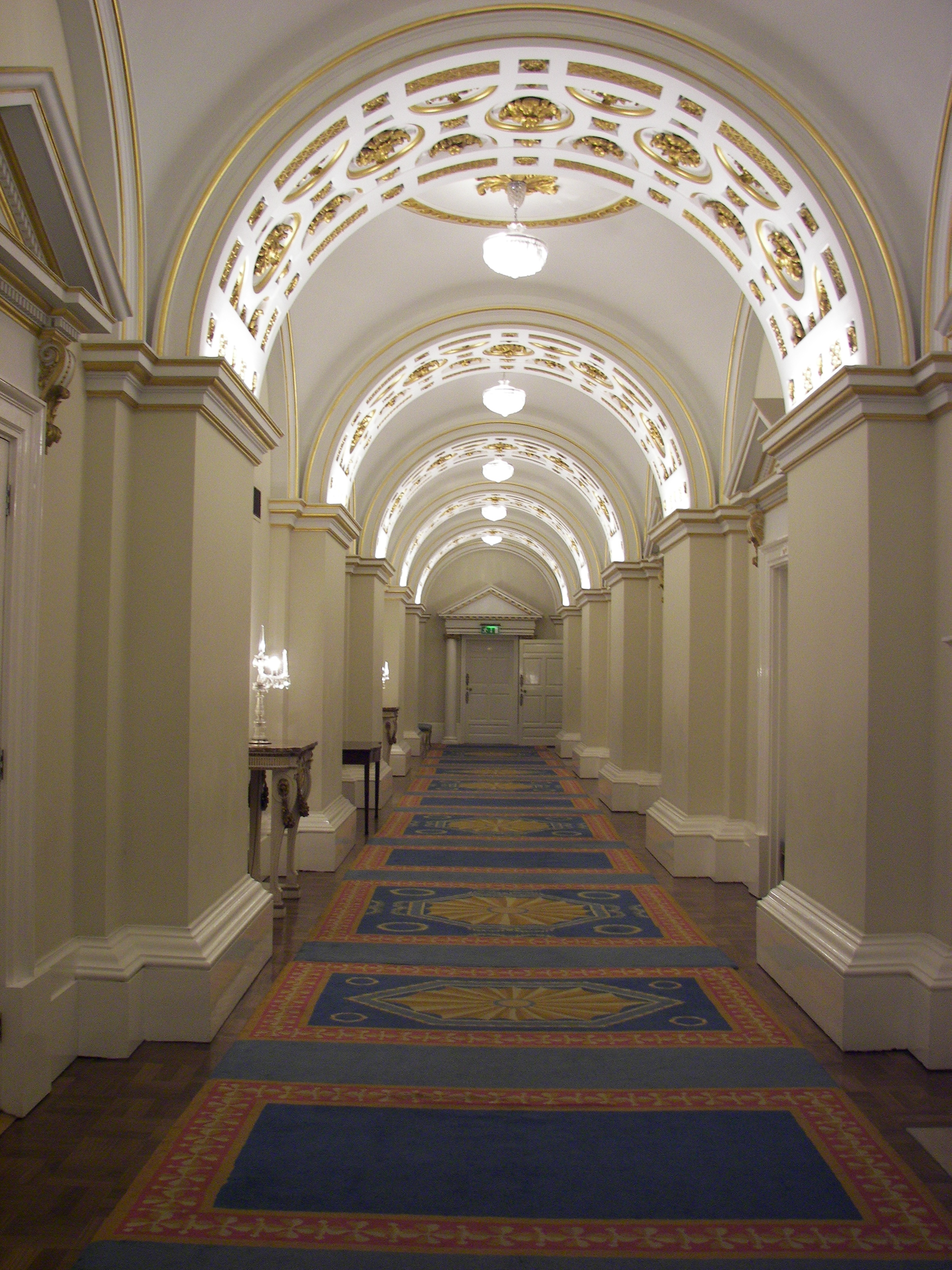
Corredor de Aparato
O espaço mais arquitectónico dos Aposentos de Aparato, este expressivo e profundamente modelado corredor foi originalmente construído cerca de 1758 segundo desenhos do Inspector Geral, Thomas Eyre. Baseado no anterior corredor setecentista de Edward Lovett Pearce na antiga Casa do Parlamento (Parliament House), no College Green, apresenta uma sequência de abóbadas e arcos que eram originalmente iluminados de cima. Infelizmente, foi construído um andar de gabinetes sobre as clarabóias, depois da completa reconstrução do corredor na década de 1960 como resultado da diferente conciliação com a reconstrução da contígua Sala de Estar. Os arcos do corredor apresentam detalhes de estuque exactamente iguais aos originais, tendo os caixilhos das portas e as lareiras sido salvos antes da reconstrução.
O complexo do castelo alberga, também, a Biblioteca Chester Beatty (Chester Beatty Library), numas instalações construídas propositadamente.

## Cinema e televisão
O Castelo de Dublin tem aparecido em numerosos filmes, incluindo Barry Lyndon, Michael Collins, Becoming Jane e The Medallion, assim como na série televisiva The Tudors, onde surge como o Vaticano no episódio piloto.